# Kalium
Kalium (kemisk symbol K, nummer 19 i det periodiske system, atommasse 39,102, naturlig forekomst ca 2,59%) er et såkaldt alkalimetal (alkalisk betyder basisk, dvs syreneutraliserende eller elektronafgivende). Alkalimetaller er medlemmer af den første hovedgruppe i det periodiske system. Ordet kalium stammer fra arab. al-qali, "planteaske". Det engelske navn, potassium, kommer af "potash" (potaske).
Kemisk set udviser kalium og alle andre alkalimetaller stor reaktionskraft, hvilket skyldes, at de kun indeholder én uparret elektron i den yderste skal. Kalium overgår således også natrium.
Med vand reagerer kalium heftigt under dannelse af kaliumhydroxid og frigivelse af brint. Reagerer kalium med et halogen, dannes der et salt.
Som metal har kalium den typiske, metalliske "farve", stor elektrisk ledningsevne og udsendelse af elektromagnetisk stråling ved høje temperaturer, eller når metallet bliver exciteret af andre energirige stråler.
På grund af alkalimetallernes høje reaktionskraft forekommer kalium aldrig ubundet i naturen. I normal luft bliver overfladen af metallisk kalium oxideret inden for nogle få sekunder, hvorved den får en blåligt glimtende overflade.
I tør ilt brænder kalium med en violet flamme til kaliumsuperoxid KO2. I fugtig luft reagerer det videre med vanddamp og kultveilte til kaliumcarbonat.
I flydende ammoniak kan kalium som alle andre alkalimetaller opløses, hvorved der dannes en stærkt reducerende, blå opløsning, der indeholder solvatiserede elektroner.
Med halogenerne brom og jod omsætter kalium sig under detonation til de tilsvarende
halogenider.

## Forekomst
I naturen forekommer kalium kun som kation i forbindelser. I havvand andrager den gennemsnitlige koncentration sig til ca. 0,38 gK+/l.
Naturligt forekommende kaliumholdige mineraler er:
- Sylvin – KCl
- Sylvinit – KCl * NaCl
- Carnalit – KCl * MgCl2 * 6 H2O
- Kainit – KCl * MgSO4 * 3 H2O
- Schönit – K2SO4 * MgSO4 * 6 H2O
- Polyhalit – K2SO4 * MgSO4 * MgSO4 * 2 CaSO4
- Orthoklas (Kalifeldspat) – K[AlSi3O8]

## Biologi
Vandopløslige kaliumsalte bliver brugt som gødningsmiddel, idet planternes rødder ret nemt kan optage disse salte i modsætning til de i landbrugsjord naturligt forekommende kaliumsilikatforbindelser.
Vigtige kaliumholdige gødningsmidler er:
- Kaliammonsalpeter
- Nitrophoska
- Hakaphos

Kalium er som mineral essentielt, altså livsvigtigt, frem for alt i dets funktion som natriumantagonist (modspiller), se Natrium-kalium-pumpen. Kalium findes i blodet i koncentrationer omkring 5-5,5 mmol/L.
Kalium er desuden hovedansvarlig for opretholdelsen af det cellulære hvilemembranpotential. 

## Teknisk anvendelse
Metallisk kalium har kun ringe teknisk betydning, idet det kan erstattes med det billigere natrium.
Ellers kendes følgende anvendelsesområder:
- Kaliumoxid som gødningsstof
- Kaliumnitrat som skydepulver
- Kaliumcarbonat (potaske) i glasindustrien og som hævemiddel i fx brunkager
- Eutektikum, NaK, som varmetransfermedium

## Forbindelser
Tekst mangler, hjælp os med at skrive teksten

## Eftervisning
Ved forbrænding farver kalium flammen rødligt-violet.